# Apteronotus eschmeyeri
Apteronotus eschmeyeri is een straalvinnige vissensoort uit de familie van de staartvinmesalen (Apteronotidae). De wetenschappelijke naam van de soort is voor het eerst geldig gepubliceerd in 2004 door de Santana, Maldonado-Ocampo, Severi & Mendes.